# Biblijska teologija
Biblijska teologija teološka je disciplina koja proučava i daje zaokruženi pregled biblijskog nauka sadržanog u knjigama Starog i Novog zavjeta. Sustavno i precizno analizira ustroj, sadržaj i poruku biblijskih tekstova, njihov nastanak i utjecaj na slušatelje. Za razliku od dogmatske (sustavne) teologije koja nauk proučava kroz tematske cjeline, biblijska teologija ga proučava u njegovu povijesnom tijeku i nastoji dati bolji uvid u međusobnu povezanost pojedinih velikih teoloških tema. Koristi se rezultatima egzegeze i drugih teoloških disciplina.